# Pallanuoto ai I Giochi asiatici
Il primo titolo asiatico della pallanuoto venne assegnato nel contesto dei I Giochi asiatici, svoltisi a Nuova Delhi nel marzo 1951.
Non venne disputato un vero e proprio torneo, in quanto parteciparono solo due formazioni: i padroni di casa dell'India e Singapore. Le due squadre si affrontarono in una gara unica al National Stadium Swimming Pool.

## Medagliere
| #      | Nazione   | Oro | Argento | Bronzo | Totale |
| ------ | --------- | --- | ------- | ------ | ------ |
| 1      | India     | 1   | 0       | 0      | 1      |
| 2      | Singapore | 0   | 1       | 0      | 1      |
| Totale | Totale    | 1   | 1       | 0      | 2      |

## Podi

### Uomini
| Evento                | Oro                            | Prestazione | Argento | Prestazione | Bronzo | Prestazione |
| Pallanuoto (dettagli) | India Jahar Ahir Isaac Mansoor |             | Singapore Kee Soon Bee Tan Hwee Hock Lionel Chee Ho Kian Bin Keith Mitchell Wiebe Wolters Tan Wee Eng Barry Mitchell |             | -      |             |

## Risultato
11 marzo
| India | 6 - 4 | Singapore |

## Fonti
- (EN) Men Water Polo Asia Games 1951 su Todor66.com, su todor66.com.
- (EN) Rapporto ufficiale dei I Giochi asiatici su La84foundation.org (PDF), su la84foundation.org. URL consultato il 9 marzo 2011 (archiviato dall'url originale l'11 luglio 2011).